# Judy Kimball
Pour les articles homonymes, voir Kimball.
Judy Kimball, née le 17 juin 1938 à Sioux City (États-Unis), est une golfeuse professionnelle américaine.
Elle y est l'une des meilleures golfeuses du circuit dans les années 1950 et 1960 remportant un tournoi majeur - le Championnat de la LPGA en 1962. Elle compte au total cinq victoires professionnelles dont trois sur le circuit LPGA. 

## Palmarès

### Victoires professionnelles
| N° | Date       | Circuit principal | Tournoi                | Score           | Par | Marge   | Finaliste     |
| -- | ---------- | ----------------- | ---------------------- | --------------- | --- | ------- | ------------- |
|    | 07/10/1962 | LPGA              | Championnat de la LPGA | 70-69-71-72=282 | - 2 | 4 coups | Shirley Spork |